# Campanula kirikkoleensis
Campanula kirikkoleensis är en klockväxtart som beskrevs av A.A.Donamez och Adil Güner. Campanula kirikkoleensis ingår i släktet blåklockor, och familjen klockväxter.
Artens utbredningsområde är Turkiet. Inga underarter finns listade i Catalogue of Life.